# Klub 27

Fanartové graffiti v Tel Avivu představující některé členy Klubu 27, zleva: Brian Jones, Jimi Hendrix, Janis Joplin, Jim Morrison, Jean-Michel Basquiat, Kurt Cobain a Amy Winehouse

Klub 27 (anglicky 27 Club, Club 27), někdy též Forever 27 Club („Klub navždy 27“) je neformální označení skupiny celebrit, především rockových a bluesových hudebníků, jejichž život skončil předčasně v sedmadvaceti letech. Podstatou je mýtus, že právě ve věku 27 let umírají muzikanti abnormálně často, což sice bylo statistikou opakovaně vyvráceno, zůstává to však fenoménem poukazujícím na zničující životní styl typický pro rockové celebrity.
Na příčině smrti pro „členství v klubu“ nezáleží, přirozeně se ale většinou jedná o úmrtí tragická, nejčastěji na předávkování drogami (včetně alkoholu), různé nehody, případně i násilnou smrt (to zejména u rapperů). Sebevraždy jsou zastoupeny spíše výjimečně, nebo je nelze prokázat a jen se o nich spekuluje.

## Historie
První zmínky o „magičnosti“ čísla 27 se objevily na přelomu 60. a 70. let, kdy v rozmezí dvou roků zemřeli ve věku 27 let slavní rockoví hudebníci Brian Jones, Jimi Hendrix, Janis Joplin a Jim Morrison (Jones a Morrison dokonce ve stejný den v kalendáři – 3. července). Joplinová zemřela jen 16 dní po Hendrixovi, tomu ještě předcházela smrt Alana Wilsona z Canned Heat.
O „Klubu 27“ se začalo hovořit až v souvislosti se sebevraždou Kurta Cobaina roku 1994. Z následných rozhovorů s jeho blízkými mělo vyplynout, že sám Cobain přikládal věku 27 let symbolický význam a toužil se do „klubu“ zařadit (např. podle tvrzení jeho sestry v Cobainově biografii Těžší než nebe). Někteří autoři to považovali spíše za nedorozumění, v populární kultuře se již fenomén nicméně pevně zabydlel.
Další vlnu mediálního zájmu o Klub 27 přinesla smrt Amy Winehouse v roce 2011. Zpěvačka se navíc o tři roky dříve zmínila, že má strach, že zemře v tomto „zakletém“ věku.

## Členové Klubu 27
Toto je pouze neúplný seznam. Míra proslulosti, která opravňuje k zařazení do klubu, není jasně definována a může se také lokálně lišit. Tučně jsou vyznačeni „nejvýznamnější“ členové klubu.
| Jméno                                        | Datum úmrtí       | Věk              | Příčina úmrtí | Proslulost |
| -------------------------------------------- | ----------------- | ---------------- | --- | --- |
| Josef Slavík                                 | 30. května 1833   | 27 let a 66 dní  | Nejistá. Údajně přechozená chřipka | Houslista a skladatel |
| Louis Chauvin                                | 26. března 1908   | 27 let a 13 dní  | Roztroušená skleróza | Ragtimeový hudebník |
| Robert Johnson                               | 16. srpna 1938    | 27 let a 100 dní | Neznámá, avšak obvykle připisovaná otravě strychninem. Podle jiné verze byl zastřelen                                                                                                | Bluesman. Nahrál soubor 29 velmi populárních písní, jež ovlivnily řadu známých hudebníků.                                 |
| Karel Hynek                                  | 9. ledna 1953     | 27 let a 120 dní | Selhání ledvin | Surrealistický básník, součástí Undergroundu (generace E. Bondyho a B. Hrabala).                                          |
| Jesse Belvin                                 | 6. února 1960     | 27 let a 53 dní  | Autonehoda | Rhythm and bluesový zpěvák a skladatel                                                                                    |
| Malcolm Hale                                 | 31. října 1968    | 27 let a 166 dní | Selhání ledvin po otravě oxidem uhelnatým | Původně člen skupiny Spanky and Our Gang                                                                                  |
| Brian Jones                                  | 3. července 1969  | 27 let a 125 dní | Pod vlivem drog se utopil v bazénu, spekulovalo se i o vraždě | The Rolling Stones – zakladatel, původní kapelník a sólový kytarista / multiinstrumentalista.                             |
| Alan Wilson zvaný „Blind Owl“                | 3. září 1970      | 27 let a 61 dní  | Předávkování barbituráty, možná sebevražda | Vedoucí, zpěvák a hlavní skladatel skupiny Canned Heat                                                                    |
| Jimi Hendrix                                 | 18. září 1970     | 27 let a 295 dní | Zadušen zvratky po předávkování prášky na spaní | Průkopník hry na elektrofonickou kytaru, zpěvák a skladatel písní skupin The Jimi Hendrix Experience a Band of Gypsys.    |
| Janis Joplin                                 | 4. října 1970     | 27 let a 258 dní | Předávkování, asi heroinem | Frontmanka a skladatelka písní skupin Big Brother and the Holding Company, The Kozmic Blues Band a Full Tilt Boogie Band. |
| Jim Morrison                                 | 3. července 1971  | 27 let a 207 dní | Oficiální příčinou smrti je „srdeční selhání“, avšak jelikož nebyla provedena pitva, zůstává skutečná příčina smrti nejistá                                                          | Básník, textař, zpěvák, frontman, skladatel písní a videorežisér skupiny The Doors.                                       |
| Les Harvey                                   | 2. května 1972    | 27 let a 233 dní | Zabit elektrickým proudem z mikrofonu | Kytarista Stone the Crows                                                                                                 |
| Ron "Pigpen" McKernan                        | 8. března 1973    | 27 let a 181 dní | Vnitřní krvácení způsobené alkoholismem | Zakládající člen a hráč na klávesy Grateful Dead.                                                                         |
| Pamela Susan Courson Morrison                | 25. dubna 1974    | 27 let a 124 dní | Předávkování heroinem | Dlouholetá partnerka zpěváka skupiny The Doors Jima Morrisona.                                                            |
| Dave Alexander                               | 10. února 1975    | 27 let a 252 dní | Plicní edém | Baskytarista the Stooges.                                                                                                 |
| Pete Ham                                     | 24. dubna 1975    | 27 let a 362 dní | Sebevražda oběšením | Hráč na klávesy a kytarista, vedoucí skupiny Badfinger                                                                    |
| Gary Thain                                   | 8. prosince 1975  | 27 let a 205 dní | Předávkování drogami | Původní baskytarista Uriah Heep                                                                                           |
| Helmut Köllen                                | 3. května 1977    | 27 let a 62 dní  | Otrava oxidem uhelnatým | Baskytarista německé skupiny Triumvirat                                                                                   |
| Chris Bell                                   | 27. prosince 1978 | 27 let a 349 dní | Autonehoda; narazil do telefonního sloupu | Zpěvák, skladatel a kytarista powerpopové skupiny Big Star, také sólista                                                  |
| Jacob Miller                                 | 23. března 1980   | 27 let a 324 dní | Autonehoda | Reggae umělec a hlavní zpěvák skupiny Inner Circle                                                                        |
| D. Boon                                      | 22. prosince 1985 | 27 let a 266 dní | Autonehoda | Kytarista a zpěvák punkové skupiny Minutemen                                                                              |
| Jean-Michel Basquiat                         | 12. srpna 1988    | 27 let a 234 dní | Předávkování kombinací heroinu s kokainem | americký malíř, autor graffiti a neo-expresionista s haitskými kořeny                                                     |
| Pete de Freitas                              | 14. června 1989   | 27 let a 316 dní | Havárie na motorce, když se vracel z natáčení hudebního videoklipu | Bubeník Echo & the Bunnymen                                                                                               |
| Mia Zapata                                   | 7. července 1993  | 27 let a 316 dní | Zavražděna | Zpěvačka the Gits |
| Kurt Cobain                                  | 5. dubna 1994     | 27 let a 44 dní  | Ačkoli o příčině jeho smrti se často spekulovalo, oficiální verze zní: prostřelení hlavy brokovnicí způsobené vlastním přičiněním. Při tomto činu měl v sobě smrtelnou dávku heroinu | Frontman, zpěvák, kytarista a skladatel písní skupiny Nirvana.                                                            |
| Kristen Pfaff                                | 16. června 1994   | 27 let a 21 dní  | Předávkování heroinem | Baskytaristka Hole |
| Fat Pat                                      | 3. února 1998     | 27 let a 61 dní  | Zastřelen | Rapper a člen Screwed Up Click                                                                                            |
| Sean Patrick McCabe                          | 28. srpna 2000    | 27 let a 289 dní | Zadušen zvratky následkem opilosti | Zpěvák Ink & Dagger |
| Jeremy Michael Ward                          | 25. května 2003   | 27 let a 20 dní  | Předávkování heroinem | Zvukař The Mars Volta a De Facto                                                                                          |
| Andrea Absolonová                            | 9. prosince 2004  | 27 let a 348 dní | Nádor na mozku | Česká skokanka do vody, pornoherečka                                                                                      |
| Bryan Ottoson                                | 19. dubna 2005    | 27 let a 32 dní  | Předávkování heroinem | Kytarista American Head Charge                                                                                            |
| Amy Winehouse                                | 23. července 2011 | 27 let a 312 dní | Otrava alkoholem | Zpěvačka, skladatelka |
| Richard Turner                               | 11. srpna 2011    | 27 let a 12 dní  | Srdeční selhání | Trumpetista |
| Nicole Bogner                                | 5. ledna 2012     | 27 let a 289 dní | „po dlouhém boji s těžkou chorobou“ | Zpěvačka Visions of Atlantis                                                                                              |
| Sławomir „Mortifer“ Archangielski (Kusterka) | 6. dubna 2013     | 27 let a 361 dní | Zástava srdce ve spánku | Baskytarista skupiny Hate                                                                                                 |
| Kim Čong-hjon (Jonghyun)                     | 18. prosince 2017 | 27 let a 254 dní | Sebevražda oxidem uhelnatým | Zpěvák skupiny SHINee |
| Simon Carpentier                             | 13. srpna 2017    | 27 let a 96 dní  | Rakovina | Zpěvák skupiny Her |
| Fredo Santana                                | 19. ledna 2018    | 27 let a 199 dní | Zástava srdce | Rapper a zakladatel Savage Squad Records                                                                                  |
| Peter Bartoník                               | 20. ledna 2023    | 27 let           | Rakovina | Baskytarista IMT Smile |
| Pavel Protiva                                | 7. října 2024     | 27 let a 33 dní  | Neznámá | Rapper, skladatel a hudební producent                                                                                     |

Dalším možným adeptem seznamu je textař a kytarista Richey Edwards, který zmizel 1. února 1995 ve věku 27 let a od té doby nebyl spatřen. Předpokládá se, že je mrtev.

## Statistická významnost
Životopisec Kurta Cobaina a Jimiho Hendrixe Charles R. Cross píše: „Počet hudebníků, kteří zemřeli v sedmadvaceti, stojí vskutku za povšimnutí. (Ačkoli) Lidé statisticky umírají v každém věku, u hudebníků, kteří zemřeli v 27, však křivka grafu vykazuje ostrý nárůst úmrtnosti.“
Většina studií nicméně neprokázala žádnou extremitu specificky pro věk 27 let. Určitý nárůst zde existuje, nijak významně se ale neliší od podobných hodnot pro věk 25 nebo 32 let (v tomto věku zemřeli např. Keith Moon a John Bonham). Byla prokázána jistá vyšší pravděpodobnost úmrtí rockových, popových apod. muzikantů v mladém věku obecně, nikoliv ale jmenovitě pro věk 27 let.